# Aesopus goforthi
Aesopus goforthi is een slakkensoort uit de familie van de Columbellidae. De wetenschappelijke naam van de soort is voor het eerst geldig gepubliceerd in 1912 door Dall.